# Henryk VII Luksemburski
Henryk VII Luksemburski (ur. 1278/79 w Valenciennes; zm. 24 sierpnia 1313 w Buonconvento koło Sieny) – hrabia Luksemburga i Laroche, margrabia Arlon, od 1308 do 1313 król niemiecki, od 1312 cesarz rzymski.
Henryk VII jako hrabia był francuskim wasalem i do swojej koronacji utrzymywał dobre stosunki z dworem królewskim w Paryżu. Henryk był po 92 latach, od koronacji Fryderyka II, pierwszym królem, który został również cesarzem, przez co dążył do odnowienia władzy cesarskiej i wystąpił przeciw papieżowi i królowi francuskiemu. Był pierwszym z trzech cesarzy z dynastii Luksemburgów.

## Życiorys

### Henryk jako hrabia i wybór na króla w 1308
Henryk VII był synem hrabiego Henryka VI, który poległ w 1288 w bitwie pod Worringen, i Beatrycze d'Avesnes. Jego ojczystym językiem był francuski, został wychowany we francuskiej kulturze rycerskiej. Henryk utrzymywał dobre kontakty z dworem w Paryżu i od 1294 był francuskim wasalem. Prowadził samodzielną politykę, która przyniosła mu sukcesy terytorialne. W 1292 poślubił Małgorzatę Brabancką, która urodziła mu troje dzieci, i w ten sposób doprowadził do zakończenia waśni pomiędzy oboma rodzinami, które datowały się od bitwy pod Worringen.

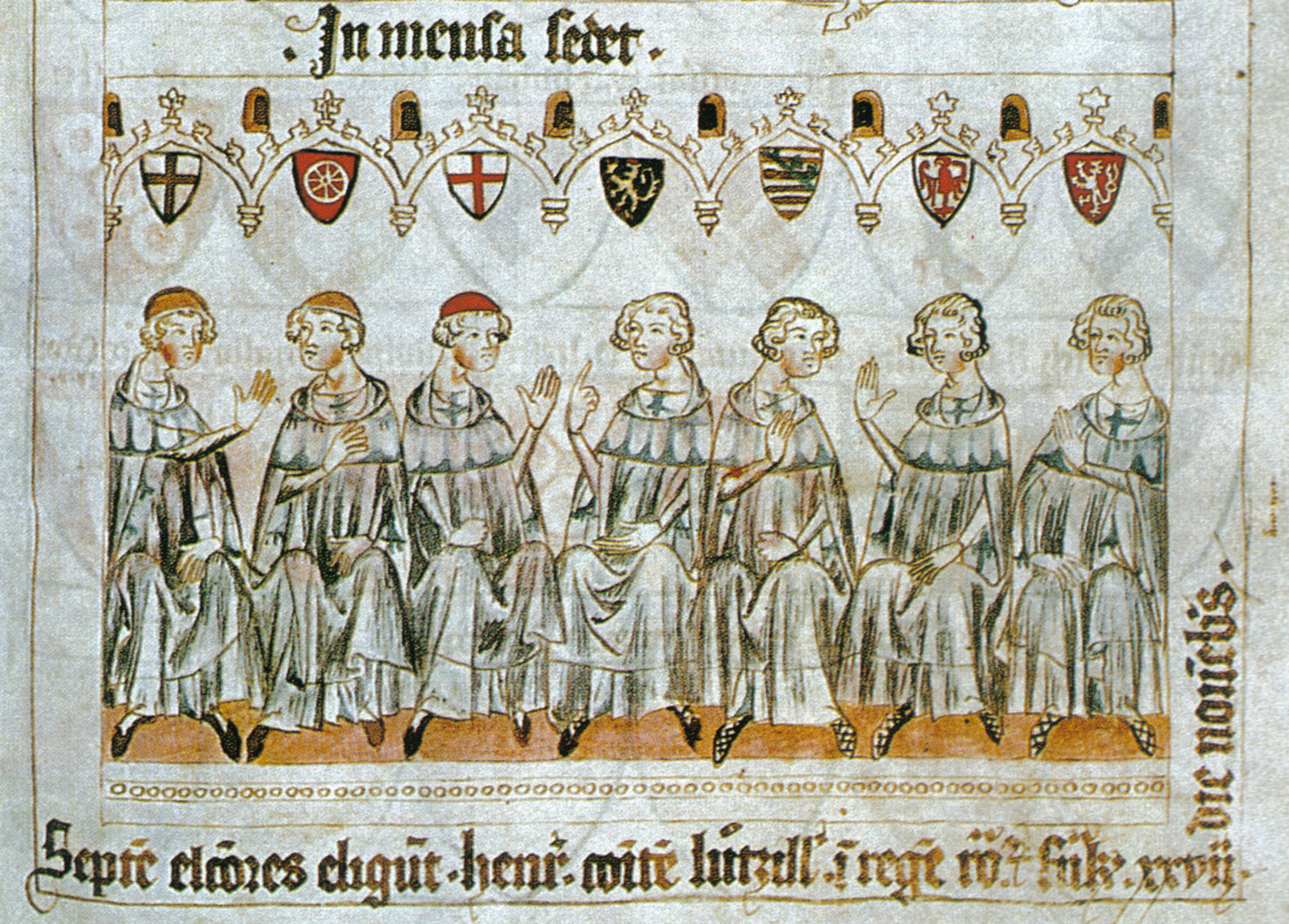
Siedmiu elektorów wybiera Henryka VII na króla. Elektorów można rozpoznać za pomocą herbów. Są to od lewej: arcybiskupi Kolonii, Moguncji i Trewiru, palatyn reński, książę saski, margrabia brandenburski i król czeski

Nie angażował się w wojnę Francji i Niemiec z Anglią w latach 1294-1297, co przyniosło mu korzyści. Cieszył się poważaniem, jego hrabstwo było wzorowo i nowocześnie zarządzane, jego charakter był chwalony przez gwelfickiego kronikarza Giovanniego Villani.
Wybór na króla był przypadkowy. Po zamordowaniu 1 maja 1308 Albrechta I Henryk był zaskoczony wynikiem elekcji 27 listopada 1308 we Frankfurcie nad Menem, w której rywalizował z francuskim kandydatem Karolem de Valois. Funkcję siedmiu elektorów pełnili wówczas:
- arcybiskup Kolonii Henryk z Virneburga;
- arcybiskup Moguncji Piotr z Aspeltu;
- arcybiskup Trewiru Baldwin Luksemburski;
- palatyn reński Rudolf I Wittelsbach;
- książę saski Rudolf I Askańczyk;
- margrabia brandenburski Waldemar Wielki;
- król czeski Henryk Karyncki.

Henryk Karyncki nie przybył na elekcję. Dużą rolę podczas wyborów oprócz arcybiskupa Moguncji Petera Aspelta odgrywał brat Henryka, Baldwin Luksemburski. Obaj arcybiskupi skutecznie zabiegali o poparcie pozostałych elektorów. Wybór Henryka jest często uważany za antyfrancuski, był on jednak wyrazem woli elektorów, którzy chcieli wybrać nie silnego lecz zdolnego kandydata, który mógł zapewnić obronę przed ekspansją francuską. W końcu udało się uzyskać większość dla Henryka. Wybór, bez prośby o aprobatę, został obwieszczony papieżowi Klemensowi V. Koronacja nastąpiła 6 stycznia 1309 w Akwizgranie.

### Działalność polityczna w Niemczech
Henryk szybko spotkał się z problemami w Rzeszy. Najpierw porozumiał się z Habsburgami i rozkazał pochować obu swoich poprzedników Adolfa z Nassau i Albrechta Habsburga w Spirze. Potwierdził i poparł związek kantonów Uri, Schwyz i Unterwalden, które stały się bezpośrednimi poddanymi króla i w ten sposób władca uzyskał poważne możliwości wpływu na tym obszarze. Henryk usiłował bezskutecznie ogłosić Przełęcz Świętego Gotarda terenem podległym bezpośrednio Rzeszy, by w ten sposób przejąć kontrolę nad tym ważnym szlakiem wiodącym na południe. Wsparł Związek Miast Dolnej Szwabii przeciw hrabiemu wirtemberskiemu Eberhardowi I, który prowadził agresywną politykę terytorialną. Król ogłosił przeciw niemu wojnę, która trwała latami.
Początkowo, w odróżnieniu od swojego poprzednika, trzymał się z dala od rywalizacji Wettynów o Miśnię i Turyngię. Później zrzekł się królewskich roszczeń na tym obszarze, aby w ten sposób uzyskać wsparcie Wettynów w staraniach Luksemburgów o tron czeski. Od wymarcia Przemyślidów w Czechach sytuacja była niejasna. Opozycyjne kręgi czeskie zwróciły się w końcu do Henryka (najpierw w sierpniu 1309, potem w lipcu 1310) o interwencję. Król niemiecki chciał początkowo ofiarować koronę czeską swojemu bratu Walramowi, ale spotkał się z odmową. W końcu sierpnia 1310, po pozbawieniu korony Henryka Karynckiego nadał Czechy w lenno swojemu 14-letniemu synowi Janowi Luksemburskiemu, który ożenił się z Elżbietą, siostrą Wacława III ostatniego króla z dynastii Przemyślidów. Był to największy sukces polityczny Henryka. W ten sposób hrabiowie Luksemburga, władcy terytorialni drugiego rzędu na lewym brzegu Renu, stali się właścicielami rozległego i bogatego terytorium. Ponadto królowie czescy zgłaszali roszczenia do polskiej korony. Czechy stały się podstawą potęgi Luksemburgów, choć sam Henryk wkrótce zainteresował się problemami na zachodzie oraz uzyskaniem korony cesarskiej.
Na zachodzie Henryk starał się powstrzymać, datującą się od czasów Staufów ekspansję Francji. Mianował cesarskich wikariuszy, np. dla hrabstwa Cambrai, a także wspierał duchownych i świeckich władców w tym regionie, którzy otrzymywali od niego regalia. Udało mu się zmniejszyć francuski nacisk na granice.
Na życzenie papieża Henryk usiłował pogodzić się z francuskim królem Filipem IV Pięknym (układ w Paryżu w 1310). Jednak po wkroczeniu wojsk francuskich do Lyonu kontakty zostały zerwane. Działania króla niemieckiego leżały w interesie wielu panów z lewego brzegu Renu zagrożonych francuską ekspansją. W Paryżu działania króla niemieckiego budziły zaniepokojenie. Napięcia między francuskim i niemieckim monarchą utrzymały się i oddziałały na wydarzenia w Italii.

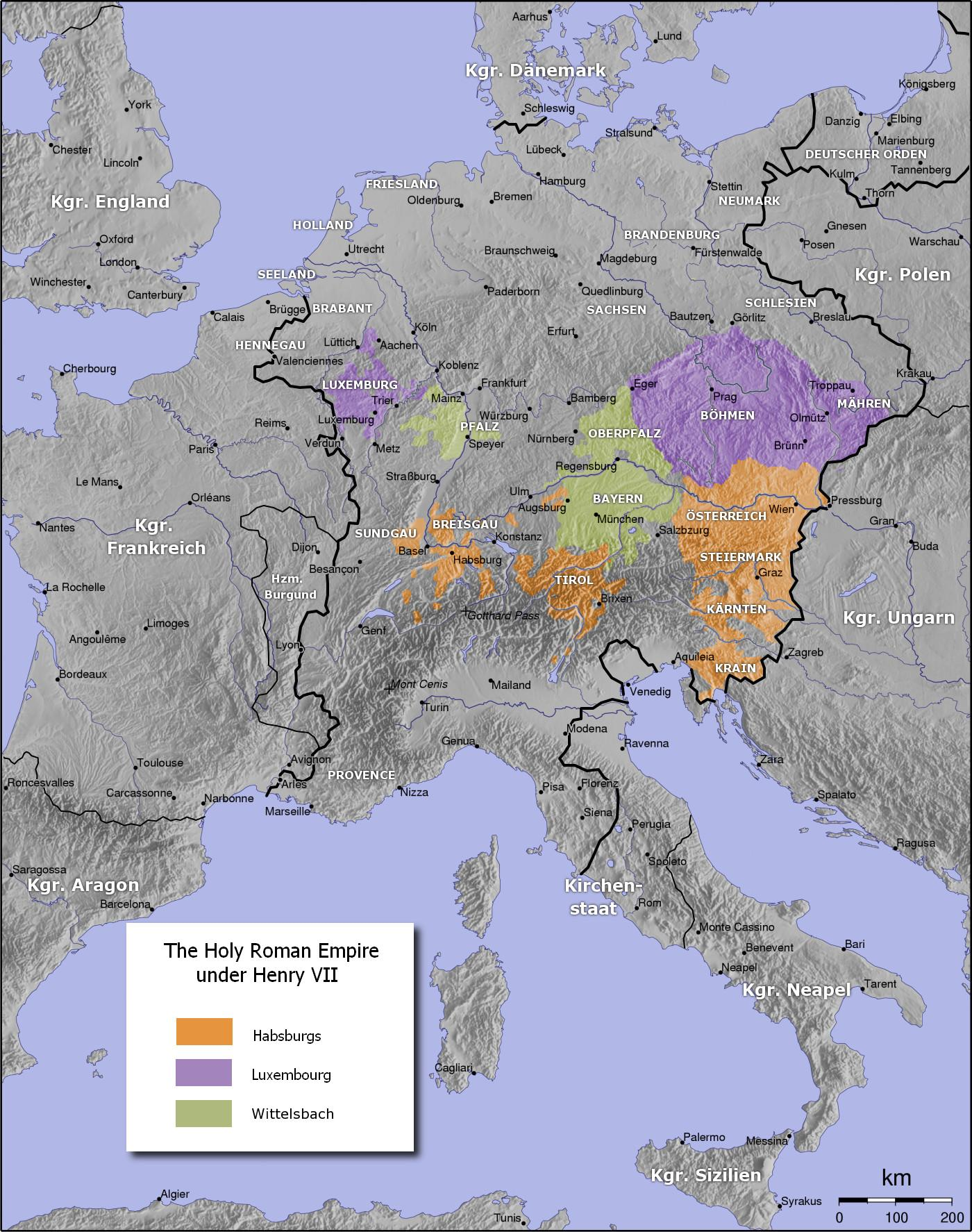
Święte Cesarstwo Rzymskie w czasach Henryka VII

### Wyprawa włoska Henryka VII do koronacji cesarskiej
Henryk wcześnie zainteresował się planami wyprawy rzymskiej i aktywną polityką włoską. Już w zawiadomieniu o wyborze wysłanym do papieża położono nacisk na życzenie szybkiej koronacji cesarskiej. Wkrótce Henryk wysłał poselstwo do Awinionu, które zdołało uzgodnić termin koronacji cesarskiej. Zaplanowano ją na 2 lutego 1312. Papież Klemens V czuł nacisk francuskich Kapetytngów i liczył na wsparcie przyszłego cesarza. Wkrótce okazało się jednak, że papież nie jest w stanie opierać się Francuzom. Doszło wtedy do przymierza tronu i ołtarza, co po epoce Staufów nie było rzeczą oczywistą. Podjęcie polityki włoskiej należy także postrzegać w związku z interesami nadreńskich elektorów, którzy nie życzyli sobie aktywnej polityki królewskiej w Niemczech, co wynikało z trwającego przez dziesięciolecia osłabienia władzy cesarskiej. W porozumieniu z papieżem Henryk w październiku 1310 z małym oddziałem 5000 żołnierzy przeszedł Alpy przez Mont-Cenis, pozostawiając syna Jana jako wikariusza w Rzeszy. Już w 1309 Henryk nawiązał kontakty z komunami italskimi i zapowiedział swą wyprawę do Rzymu.
Wyprawa rzymska została przede wszystkim uwieczniona w cyklu grafik zamówionych przez Baldwina Luksemburskiego. Wiele uwagi poświęcili jej także włoscy kronikarze. Po raz pierwszy od czasów Staufów król niemiecki podjął wysiłek by uzyskać koronę cesarską. Ważne były także poglądy prawników, którzy pewne przywileje (na przykład obronę praw do Arelatu) przypisywali nie królowi, a jedynie koronowanemu cesarzowi. Dużą rolę grały sprawy finansowe. Potęga ekonomiczna komun była znaczna, a Henryk stale borykał się z brakiem pieniędzy. W wyprawie włoskiej szło zatem o cele z zakresu realpolitik i sfery idei.
W Italii Henryk został powitany przez gibelinów, jak również przez gwelfów (m.in. Dantego). Ci ostatni liczyli na potwierdzenie praw, które uzurpowali sobie podczas długoletniej nieobecności króla w Italii. Początkowo Henryk starał się o porozumienie z gwelfami (co jest widoczne we współczesnych źródłach, np. Relatio biskupa Nikolausa Butrino) i prowadził politykę zmierzającą do powrotu wygnanych do swoich miast i zaprowadzenia powszechnego pokoju. W starszych pracach historycznych jest to uważane częściowo za nierealną fantazję, jednak współcześni przyjmowali tę działalność pozytywnie. Z powodu braku władzy centralnej przed wyprawą Henryka trwały bowiem liczne wojny domowe.
W końcu z powodu oporu komun gwelfickich, które nie rozumiały jego polityki, Henryk opowiedział się po stronie gibelinów i usiłował podporządkować sobie gwelfów. Niemałą rolę odgrywały także starania, by przy pomocy wikariuszy ustanowić cesarską władzę w północnych Włoszech. Głównie Guido della Torre, gwelficki pan Mediolanu, czuł się zagrożony. Henryk był pierwszym królem niemieckim po Henryku VI, który koronował się żelazną koroną Longobardów (w rzeczywistości nowo wykonaną) w Mediolanie 6 stycznia 1311. Wkrótce wybuchło powstanie w Mediolanie, które poważnie zagroziło polityce Henryka VII. Także w innych komunach doszło do powstań. Król po ucieczce Guido della Torre osadził w Mediolanie Mateo I Viscontiego, rozpoczął procesy przeciw zbuntowanym miastom i usiłował jej pokonać siłą.
Po walkach w Lombardii, m.in. przeciw Cremonie i Bresci, podczas których Henryk walczył z niezwykłą bezwzględnością, a jego brat Walram zginął pod Brescią, monarcha niemiecki przybył pod koniec 1311 do Genui. Tam zmarła jego żona Małgorzata Brabancka. W Genui Henryk wyraził niezadowolenie z anty cesarskiej polityki króla Neapolu Roberta Mądrego (odmówił hołdu z posiadanych lenn Rzeszy Prowansji i Forcalquier), jak również z wyczekującej postawy Florencji, przeciw której szybko rozpoczął proces i ogłosił jej odejście od praw cesarskich. Dante naciskał listownie na króla, by zwrócił się przeciw Florencji, jednak Henryk nie podjął działań z braku czasu. W lutym 1312 z małym oddziałem wojska (jego liczebność stopniała w trakcie wcześniejszych walk) wyruszył drogą morską do Pizy głównego rywala Florencji, gdzie został entuzjastycznie powitany. Henryk szybko dał do zrozumienia, że chodzi mu o pokój między italskimi komunami i o postulowaną przez siebie ideę pokoju. Wcześniej musiał jednak rozwiązać trudną sytuację w północnych Włoszech. Wkrótce wyruszył do Rzymu na koronację cesarską.

### Koronacja cesarska Henryka VII
Henryk dotarł do Rzymu na początku maja. Tymczasem wzrósł opór przeciw niemu kierowany przez Roberta Mądrego i gwelficką rodzinę Orsinich. Król Neapolu był wspierany przez dyplomację francuską, która uważała ideę restauratio imperii za zagrożenie dla swoich interesów. Początkowo nie doszło do walk, ale do długich rokowań, do których wmieszał się papież. Henryk obiecał papieżowi wyprawę krzyżową do Ziemi Świętej. Nie mógł jednak wypełnić tego przyrzeczenia w ciągu kilku miesięcy, które pozostały do jego śmierci. Wkrótce jednak doszło do ciężkich walk w mieście.
Koronacja cesarska Henryka nastąpiła 29 czerwca 1312. Dokonali jej na Lateranie wyznaczeni przez papieża kardynałowie, gdyż drogę do bazyliki św. Piotra zagrodziły wrogie wojska. Po koronacji nowy cesarz wydał encyklikę koronacyjną. W arendze oświadczył, że tak jak Bóg rządzi wszystkim w niebiosach, tak wszyscy ludzie na ziemi muszą być posłuszni cesarzowi. Ta deklaracja, jedyna w swojej formie, wśród badaczy jest uważana za nierealistyczne żądanie, podobnie jak wcześniejsza deklaracja papieża Bonifacego VIII w bulli Unam Sanctam.
Deklarację trzeba jednak rozpatrywać z ideologicznego punktu widzenia jako przejaw idei cesarskiej. Henryk nie był marzycielem. Pragnął, by cesarstwo nabrało znaczenia, gdyż przez poprzednie 60 lat nie odgrywało żadnej roli. Król francuski Filip IV Piękny był oburzony i zareagował pogardliwie, podczas gdy król Anglii Edward II przyjął deklarację do wiadomości i pogratulował cesarzowi koronacji.
Klemens V, który nie zgadzał się z polityką Henryka i był pod naciskiem francuskim, usiłował uzyskać rozejm między cesarzem a Robertem Mądrym. To irytowało Henryka, który papieskie zarządzenie o rozejmie uznawał za próbę narzucenia mu zwierzchnictwa przez głowę Kościoła. Przed wyruszeniem w drogę Henryk złożył przysięgę obrony papiestwa i Kościoła oraz walki przeciw heretykom i występował przeciw jakiejkolwiek ingerencji papieskiej, w czym miał poparcie prawników.

### Od koronacji cesarskiej do śmierci

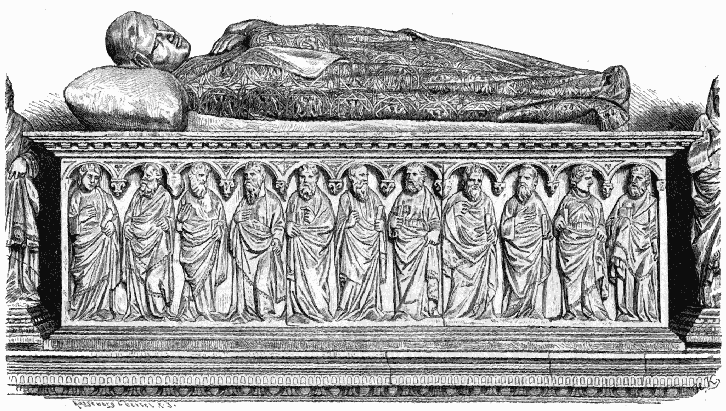
Grobowiec Henryka w Pizie

Z powodu prowadzonej polityki odbudowy Rzeszy Henryk popadł w konflikt z Robertem Mądrym, papieżem, komunami gwelfickimi, szczególnie z potężną Florencją. Do jego sprzymierzeńców należeli między innymi Piza, król Sycylii Fryderyk II. Z tym ostatnim, zaprzysięgłym wrogiem Roberta Mądrego, cesarz już w lipcu 1312, wbrew woli papieża, zawarł sojusz. Henryk szybko uświadomił sobie, że tylko na drodze militarnej może osiągnąć zwycięstwo nad Andegawenami.
W czasie bezowocnego oblężenia Florencji trwającego od września do października 1312, Henryk zachorował na malarię. Wiosną 1313 przybył w końcu do Pizy, gdzie wydał prawa przeciw obrazie majestatu. Na ich podstawie krótko potem 16 kwietnia 1313 nieobecny Robert Mądry został skazany na śmierć. Te prawa zostały włączone do późnoantycznego Corpus Iuris Civilis i potem były komentowane przez Bartolusa de Saxoferrato. Konflikt między cesarzem a "narodowym" Królestwem Neapolu wspieranym przez króla Francji i papieża miał niemały wpływ na dzieje prawa, gdyż prawnicy Roberta i papieża, który uważał króla Neapolu za swojego wasala zaprotestowali przeciw wyrokowi: cesarz nie posiada zagranicznej jurysdykcji, jego władza jest ograniczona do districtus imperii (obszaru cesarstwa). Prawnicy cesarscy natomiast twierdzili, że wszędzie, gdzie obowiązuje prawo rzymskie (na którym w większości przypadków opierał się Henryk), cesarz, przynajmniej formalnie, sprawuje władzę zwierzchnią.
Cesarz opracował plan ostatecznego pokonania Roberta Mądrego. Flota pizańsko-sycylijska miała zaatakować Królestwo Neapolu od strony morza, podczas gdy cesarz w sierpniu 1313 wyruszył drogą lądową na południe i zażądał posiłków z Niemiec. Przed inwazją na Neapol doszło do oblężenia Sieny. W jego trakcie cesarz znów poważnie zachorował na malarię i zmarł 24 sierpnia 1313 w małym miasteczku Buonconvento. Pojawiły się fałszywe informacje, że został otruty nasyconym jadem komunikantem. Jego śmierć przyniosła ulgę Robertowi Mądremu. Zwłoki Henryka zostały uroczyście przetransportowane do Pizy i pochowane w miejscowej katedrze. Armia cesarska została niedługo potem rozwiązana. Część żołnierzy pozostała we Włoszech jako najemnicy.

## Bilans rządów
Planowana stabilizacja Italii zakończyła się niepowodzeniem z powodu rychłej śmierci cesarza. Główną formą władzy w miastach stała się signoria. Idea polityki restauracji miała jednak duże oddziaływanie w dyskusji "państwo narodowe" czy "cesarstwo". Odcisnęła swoje piętno na panowaniu Ludwika Bawarskiego, gdy niemal pogrzebana po śmierci Henryka, idea władzy uniwersalnej, znów stała się aktualna.
Patrząc na jego mocarstwową politykę i działania w Niemczech, Henryk okazuje się być inteligentnym i zaangażowanym władcą, a nie marzycielem. jakim go widziała starsza historiografia. Działalność Henryka znalazła odbicie w dziełach Dantego: Monarchii i Boskiej komedii. W tej ostatniej cesarz pojawia się jako alto Arrigo.

## Rodzina
Henryk, jeszcze jako hrabia Luksemburga, 9 czerwca 1292 poślubił Małgorzatę, córkę Jana I, księcia Brabancji. Owdowiał 14 grudnia 1311. Z tego małżeństwa pochodzili:
- Jan Luksemburski, ur. 10 sierpnia 1296, zm. 26 sierpnia 1346, król Czech,
- Maria Luksemburska, ur. 1304, zm. 25 marca 1322, królowa Francji,
- Beatrycze Luksemburska, ur. 1305, zm. ok. 11 listopada 1319, królowa Węgier.